# Miss Venezuela 2009
Miss Venezuela 2009 fue la quincuagésima sexta (56) edición del certamen Miss Venezuela. Se llevó a cabo el 24 de septiembre de 2009 en Caracas, Venezuela. 20 candidatas representantes de diversas regiones y estados del país compitieron por el título. Al final del evento, Stefanía Fernández, Miss Venezuela 2008, de Trujillo, coronó a Marelisa Gibson, de Miranda como su sucesora.
El concurso fue transmitido en vivo y en directo por Venevisión y Venevisión Plus desde el Poliedro de Caracas, en Caracas, Venezuela y fue producido por trigésimo año consecutivo por Joaquín Riviera. Este sería el último certamen donde Daniel Sarcos participaría como animador.
La elección del premio especial Miss Internet se llevó a cabo a través de la página web oficial de Miss Venezuela, resultando ganadora la delegada Adriana Cristina Vasini Sánchez (Miss Zulia).

## Desarrollo
Un opening marcó el inicio del espectáculo de la mano de las bellas ex-tigritas Wanda D’ Isidoro y Yalimar Salomón, que reunió cuarenta bailarines, con el gran ballet de Venevisión, y la coreografía de Brian Urea y Mery Cortez.
El acto de apertura contó con estilo de Bollywood con el tema «Jai Ho», acorde al escenario que habían anunciado como espectacular para esa noche.
Se realizó después la presentación y apertura del certamen por parte de Maite Delgado, dando un breve y afectuoso saludo; luego llamó al escenario a Daniel Sarcos, quien dio un breve saludo. Así después se presentó al escritor Boris Izaguirre, dando los tres un breve discurso. 
Luego se realizó la presentación de las delegadas en el certamen, quienes lucieron único traje para la apertura, por parte de Boris Izaguirre, quien dio a conocer algunos de sus datos.
El show continuó con la presentación de Chino y Nacho y los productores Franco y Oscarcito, quienes interpretaron (playback) una mezcla de sus canciones más recientes, y luego un demo realizado especialmente para el certamen.
Luego se realizó la presentación de las delegadas en traje de baño, cautivando al público, y dando los datos por parte de Boris Izaguirre junto a Daniel Sarcos.
Luego se realizó la presentación de la interpretación en vivo de Tito El Bambino, cantando cinco de sus sencillos, incluyendo los más recientes, quien cautivó al público con su carisma y estilo extrovertido.
Seguidamente se realizó la presentación en traje de gala, los datos sobre el diseño y los diseñadores estuvieron a cargo de Boris Izaguirre y Maite Delgado. Una vez terminado se realizó una presentación por parte de Dayana Mendoza, dando un afectuoso saludo al público presente; luego se realizó una breve presentación de bailarines y dos cantantes de música venezolana, haciendo un acto al estilo venezolano y tradicional en los certámenes del Miss Venezuela.
En este número, donde participaron 35 parejas de bailadores de joropo, venidos del estado Barinas y 30 parejas de niños, cultores del joropo, oriundos de La Victoria, Aragua, se presentaron los cantantes Armando Martínez y Rummy Olivo, quienes interpretaron sus temas de joropo recio, arrancando sonoros aplausos de la audiencia. En este cuadro musical, vale la pena destacar la pareja de personas mayores que se dieron duro en el escenario, bailando joropo.
Luego se realizó la presentación, por parte de Dayana Mendoza, de la Miss Universo 2009 y por segundo año consecutivo venezolana, Stefanía Fernández, ambas realizaron un debate o conversación entre ellas y apoyándose mutuamente, hablaron para el público, siendo Stefanía Fernández quien agradeció a todas las personas dando afectuosos consejos. Luego subieron al escenario los presentadores, quienes despidieron a Dayana y Stefanía con un breve acto.
Luego se da pieza central con un musical del elenco de la serie juvenil Somos Tu y Yo: Un nuevo día.
Se realizó luego la elección de las diez finalistas quienes pasaron al frente para el siguiente acto. Luego se realizó la interacción entre las delegadas, a quienes le hicieron preguntas escogidas por ellas mismas en papeles, quienes leyó Daniel Sarcos, para las delegadas, respondiendo por orden.
Algunas de las delegadas sufrieron la presión debido a los miles de espectadores en el lugar, en especial la delegada de Distrito Capital, quien tuvo una confusión durante su respuesta. Lo que conllevó a que cuando los presentadores subieran de nuevo al escenario a presentar los siguientes actos, a decir: «La presión siempre está, los nervios son normales». También hubo grandes críticas a miss Amazonas.
Anunciaron luego la presentación de Daddy Yankee y la elección de las cinco finalistas. Luego de una breve pausa, llegó al escenario Daddy Yankee, quien interpretó dos de sus canciones más recientes, una breve subida de Maite Delgado al escenario quien recibió a Daddy Yankee, y este saludo afectuosamente al país, luego interpretó otra de sus canciones, al finalizarla, sin despedirse del público inesperadamente, Maite Delgado anunció su salida del escenario.
Luego, se acercaba el momento más esperado de la noche, se realizó la elección de las cinco finalistas. Así se anunció que Distrito Capital no estaba presente debido a que sufrió un desmayo, luego de la tensión ocurrida cuando le hicieron la pregunta. Por lo que siguió el show, y se dieron a conocer las cinco finalistas. Se anunció rápidamente la pausa breve.
Prosiguió el show. Se presentaron a Miss Venezuela International 2008, Miss Venezuela Mundo 2008, junto a Miss Venezuela 2008 y Miss Universo 2009, Stefania Fernández, quienes entregarían los premios.
El show continuó y se dieron a conocer las delegadas ganadoras, resultando ganadora Miss Miranda, Marelisa Gibson. En un breve acto de despedida, se refirieron al público con un agradecimiento y afirmando verse en una próxima oportunidad. La transmisión salió del aire rápidamente debido a una Cadena Nacional de Radio y Televisión del presidente Hugo Chávez.

## Invitados
Artistas Internacionales:
- Tito el Bambino.[5]

Presentación: Interpretación de "Tra, Tra, Tra" | "Siente el Boom" | "En la Disco" | "Mi Cama huele a ti" | "El Amor".
- Daddy Yankee.[10]

Presentación: Interpretación de "Que tengo que hacer" | "Llamado de Emergencia" | "El Ritmo no Perdona, Prende".
Artistas Nacionales:
- Por tercer año consecutivo Somos tú y yo cantó en el certamen. Esta vez fue con un musical alusivo a Somos tú y yo: un nuevo día, la serie juvenil que Venevisión estreno en su programación en 2009.[7]

Presentación: Interpretación de "Volver a Empezar".
- Actuación musical de Chino & Nacho y Franco & Oscarcito, dichos artistas cantaron en una producción musical.[3]

Presentación: Interpretación de "Mi niña Bonita" | "El Hacha" y demo de una canción producida especialmente para el certamen.

## Resultados
| Resultado                    | Candidata |
| ---------------------------- | --- |
| Miss Venezuela Universo 2009 | - Miranda - Marelisa Gibson |
| Miss Venezuela Mundo         | - Zulia - Adriana Vasini |
| Miss Venezuela Internacional | - Trujillo - Elizabeth Mosquera |
| Primera Finalista            | - Táchira - Mariangela Bonanni |
| Segunda Finalista            | - Amazonas - Jessica Guillén |
| Top 10                       | - Anzoátegui - Flory Díez - Aragua - Andreína Castro - Bolívar - Sandra Alves - Distrito Capital - Patricia de Andrade - Mérida - María de Luz Da Silva |

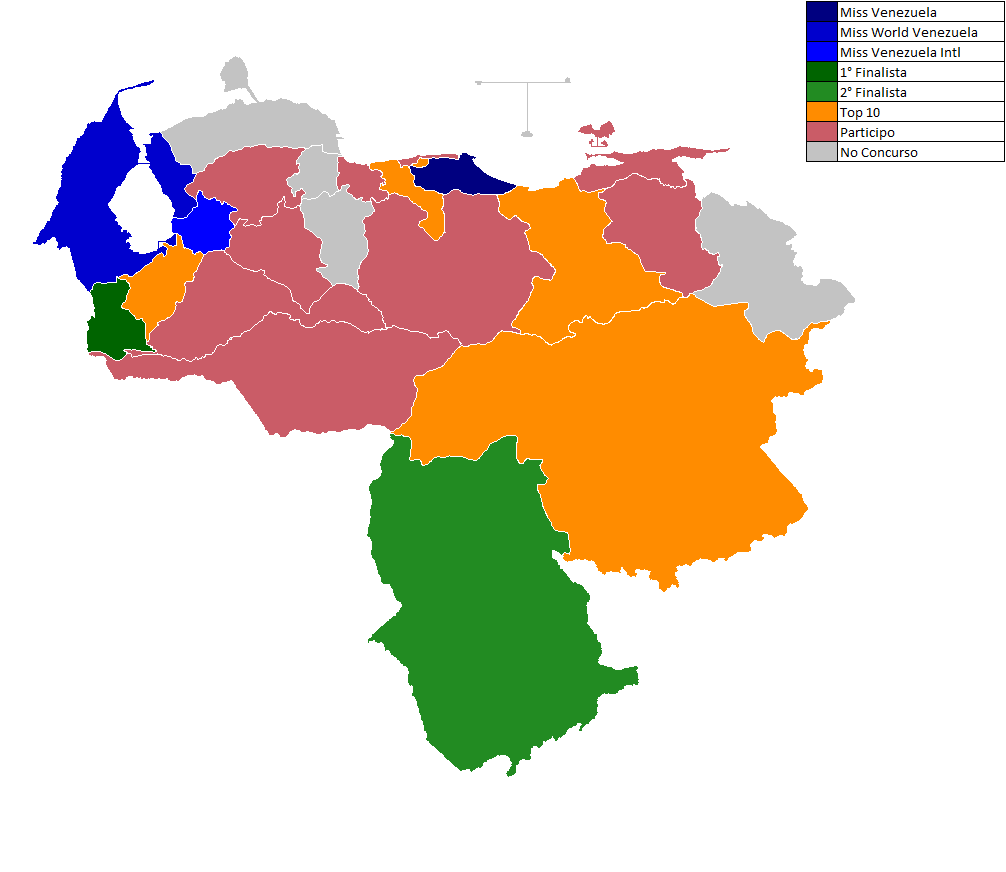
Miss Venezuela 2009

- A mediados del mes de octubre Adriana Vasini, Miss Zulia y Miss Mundo Venezuela fue enviada a la ciudad de Santa Cruz de la Sierra en Bolivia, por la Organización Miss Venezuela donde representó con éxito a Venezuela en el certamen Reina Hispanoamericana 2009 y ganó esa corona para el país, después de 9 años, cuando Ligia Petit se alzó con la distinción. La segunda egresada del 2009 en viajar a una competencia internacional de manos de Osmel Sousa fue Elizabeth Mosquera, Miss Trujillo y Miss Venezuela Internacional quien a principios de enero en Manizales, Colombia, fue elegida Tercera Princesa del Reinado Internacional del Café.
- Marelisa Gibson Villegas, Miss Venezuela 2009, viajó a Las Vegas para competir en el Miss Universo 2010, celebrado el 23 de agosto, en donde no figuró. Decían que era una de las favoritas del concurso.
- Miss Venezuela Mundo 2009, Adriana Vasini Sánchez viajó a China para representar al país en el Miss Mundo; allí clasificó como segunda finalista (tercera en el orden), logrando así una destacada participación para el país, luego que Venezuela estuviera por once años fuera del cuadro de honor.
- Elizabeth Mosquera, Miss Venezuela International 2009, viajó a Chengdu (China) para competir en la edición número 50 del Miss International y logró alzarse con la 6.ª corona Internacional para el país. Mosquera colocó a Venezuela en el número 1 de coronas obtenidas en este concurso.
- Mairangela Bonanni fue otra representante del país en el Miss Earth 2010, celebrado el 4 de diciembre en Nha Trang, Vietnam, en donde logró clasificar entre las 7 semifinalistas y quedar en los cuadros de mejor cuerpo y mejor traje de gala.
- Otras dos egresadas del Miss Venezuela 2009 han viajado en representación del país pero patrocinadas por otras organizaciones; la primera de ellas María Luz da Silva, Miss Mérida y semifinalista, viajó a China, al "Miss Friendship International" donde logró un puesto dentro de las semifinalistas. La segunda, Jessica Guillén, Miss Amazonas y primera finalista del Miss Venezuela, fue coronada en Punta del Este, Uruguay como "Miss Atlántico Internacional 2010". Flory Diez, Miss Anzoátegui, representó a Venezuela en el "Miss Intercontinental 2010", en República Dominicana, el sábado 6 de noviembre de 2010. Clasificó entre las finalistas.

### Premiaciones Especiales
Las siguientes bandas fueron entregadas en La Gala Belleza, realizada el 12 de septiembre en el estudio 1 de Venevisión y Conducido por Viviana Gibelli. Otras se entregaron en el propio certamen del Miss Venezuela:
- Mejor rostro L'Bel: Marelisa Gibson Villegas (Miss Miranda)[13]
  - Finalistas: Andreína Vanessa Castro Martínez (Miss Aragua), Cristina Andrea Carmona Veiga (Miss Nueva Esparta), Patricia Zavala Nicoloso (Miss Vargas) y Adriana Cristina Vasini Sánchez (Miss Zulia)
- La diva: Adriana Cristina Vasini Sánchez (Miss Zulia)
- El mejor cuerpo: Patricia Elizabeth De Andrade Rodríguez (Miss Distrito Capital)
- Mejor pasarela: Mariangela Bonanni Randazzo (Miss Táchira)
- El cabello más lindo: Esmeralda Alejandrina Yaniche Vásquez (Miss Barinas)
- Miss Internet: Adriana Cristina Vasini Sánchez (Miss Zulia)
- Miss personalidad: María de Luz Teresita Da Silva Dos Santos (Miss Mérida)
- Mejor piel: Flory Gabriela Diez Estrada (Miss Anzoátegui)
- Mejor diseño de vestido: Marelisa Gibson Villegas (Miss Miranda)
- Miss amistad: Patricia Reyina Zavala Nicoloso (Miss Vargas)
- Miss fotogénica: María De Luz Teresita Da Silva Dos Santos (Miss Mérida)[14]

El opening contó con la participación de los cantantes Euler, Reinaldo y el Grupo Boulevard. Las demás participaciones fueron con Hany Kauam y el tema "Yo no te olvido", Los Últimos de la Clase, de Que Clase de Amor y Roque Valero con "Yo creo en ti" a dúo con Mariana Vega.

## Jurado Calificador
- Ángel Sánchez - Diseñador de Modas
- Irene Zingg - Diseñadora de Joyas
- Christopher Colman - Diseñador de Ambientes
- Ashley Kerr - Empresaria
- Tachi Molina - Directora General Hotel Radisson Plaza Eurobuilding Caracas
- Luis Alfonso Borrego - Jefe de Información de la Revista TV y Novelas
- Norelys Rodríguez - Miss Vargas y 2.ª. Finalista del Miss Venezuela 2001, TV Host
- Luis Alfredo Farache - Vicepresidente 100% Banco
- Winella Álvarez - Dama de Sociedad
- George Wittels - Orfebre
- Titina Penzini de Valedón - Diseñadora de Joyas
- Moisés Kaswan - Odontólogo
- Giselle Blondet - Presentadora de Nuestra Belleza Latina
- Juan Pablo Cabrera - Presidente de Boa Novelty
- Luisa Lucchi Rodríguez - Empresaria
- Luis Páez Pumar - Gerente General de Avon Cosméticos
- Gabriela Chacón - Diseñadora de Trajes de Baño
- Jesús Morales - Estilista
- Peter Romer - Cirujano Plástico
- Greidys Gil - Nuestra Belleza Latina 2009
- Luis Trujillo - Director de Mercadeo Traviesa Latinoamérica
- Penélope Sosa - Miss Aragua 1995 y Top Model Internacional.

## Candidatas oficiales
| Estado           | Candidata                                  | Edad | Estatura (m) | Ciudad Natal  |
| ---------------- | ------------------------------------------ | ---- | ------------ | ------------- |
| Amazonas         | Jéssica Andreína Guillén Blanco            | 24   | 1,77         | Caracas       |
| Anzoátegui       | Flory Gabriela Díez Estrada                | 20   | 1,73         | Barcelona     |
| Apure            | Carolina Charlott Da Silva Gonçalves       | 22   | 1,74         | Maracay       |
| Aragua           | Andreína Vanessa Castro Martínez           | 18   | 1,73         | Maracay       |
| Barinas          | Esmeralda Alejandrina Yaniche Vásquez      | 18   | 1,78         | Puerto Ordaz  |
| Bolívar          | Sandra Margarita Alves Burillo             | 20   | 1,75         | Puerto Ordaz  |
| Carabobo         | María José González Ginestre               | 19   | 1,74         | Valencia      |
| Distrito Capital | Patricia Elizabeth de Andrade Rodríguez    | 20   | 1,74         | Caracas       |
| Guárico          | Manuela Vieira Díaz                        | 23   | 1,73         | Valencia      |
| Lara             | Yoli Rosángel Sevilla Campos               | 18   | 1,76         | San Felipe    |
| Mérida           | María de Luz Teresita Da Silva Dos Santos  | 19   | 1,76         | Maracay       |
| Miranda          | Marelisa Gibson Villegas                   | 21   | 1,78         | Caracas       |
| Monagas          | Yuleima Yulibeth "Yuli" Tovar González     | 25   | 1,72         | Ciudad Ojeda  |
| Nueva Esparta    | Cristina Andrea Carmona Veiga              | 22   | 1,81         | Caracas       |
| Portuguesa       | María Gabriela Pástran Duque               | 24   | 1,77         | Táriba        |
| Sucre            | Daniela Del Carmen Morales Verde           | 21   | 1,75         | Cumaná        |
| Táchira          | Mariángela Haydée Manuela Bonanni Randazzo | 21   | 1,77         | San Cristóbal |
| Trujillo         | Ana Elizabeth Mosquera Gómez               | 18   | 1,76         | Valera        |
| Vargas           | Patricia Reyina Zavala Nicoloso            | 24   | 1,73         | Punto Fijo    |
| Zulia            | Adriana Cristina Vasini Sánchez            | 22   | 1,78         | Maracaibo     |

## Modificación del Himno del Miss Venezuela
Se debe mencionar que la histórica canción "En una noche tan linda como esta" debió ser sustituida, después de 34 años, por una nueva debido a que los representantes legales de los británicos Leslie Bricusse y Anthony George Newley, autores del tema "On a Wonderful Day Like Today" (del cual deriva la adaptación al español que hizo el maestro Arnoldo Nali para el certamen), se comunicaron con personeros de la Organización Miss Venezuela para informarles que no estaban interesados en renovar la concesión para la utilización de dicha canción, aun si recibieran una importante cantidad de dinero.
Durante el acto de apertura inesperadamente la letra del nuevo himno no fue cambiada, pero sí fueron alteradas ciertas partes de la letra y la música para que pudiese dar en el opening como generalmente se hace.